# Phrudura pura
Phrudura pura är en fjärilsart som beskrevs av Swinhoe 1902. Phrudura pura ingår i släktet Phrudura och familjen mätare. Inga underarter finns listade i Catalogue of Life.